# Émile Magne
Émile Magne, né à Dax en 1877 et mort en 1953 à Saint-Maur-des-Fossés, est un écrivain français, critique, historien de la littérature et de l'art.

## Biographie
Ancien élève du lycée de Bordeaux, puis étudiant à la Sorbonne, il publie en 1898 une première étude portant sur les erreurs de documentation dans le Cyrano de Bergerac d’Edmond Rostand. Il se spécialise dans l'histoire, principalement l'histoire littéraire, du XVIIe siècle français.
Collaborateur du Mercure de France, il a publié également des ouvrages sur le patrimoine et l'art.
Émile Magne repose au cimetière Condé de Saint-Maur-des-Fossés.

## Principales publications
- Les Erreurs de documentation de Cyrano de Bergerac, Paris, Revue de France, 1898.
- Le Cyrano de l'histoire : les erreurs de documentation de "Cyrano de Bergerac", Paris, Dujarric, 1903 .
- Bertran de Born, Paris, Lechevalier, 1904.
- Scarron et son milieu, Paris, Mercure de France, 1905.
- Madame de Villedieu, Paris, Mercure de France, 1907 .
- Madame de La Suze et la Société précieuse, Paris, Mercure de France, 1908 .
- L’Esthétique des villes, Paris, Mercure de France, 1908 .
- Le Plaisant Abbé de Boisrobert, fondateur de l’Académie française, Paris, 1909.
- Madame de Châtillon, Paris, Mercure de France, 1910.
- Voiture et les Origines de l’hôtel de Rambouillet, Paris, Mercure de France, 1911.
- Gaultier-Garguille, comédien de l’hôtel de Bourgogne, Paris, Louis-Michaud, 1911 .
- Voiture et les Années de gloire de l’hôtel de Rambouillet, Paris, Mercure de France, 1912.
- Les Femmes illustres : Ninon de Lenclos, Paris, Nilson, 1912.
- Nicolas Poussin, premier peintre du roi, Bruxelles, Van Oest, 1914.
- Jean de La Bruyère (1645-1696), Paris, Plon-Nourrit, 1914.
- Lettres inédites du Grand Condé et du duc d’Enghien à Marie-Louise de Gonzague, reine de Pologne, sur la cour de Louis XIV, Paris, Émile Paul, 1920.
- La joyeuse jeunesse de Tallement des Réaux : d’après des documents inédits, Paris, Émile-Paul frères, 1921.
- La fin troublée de Tallemant des Réaux : d'après des documents inédits, Paris, Émile-Paul frères, 1922 .
- Une amie inconnue de Molière, Paris, Émile Paul, 1922.
- Le Vrai Visage de La Rochefoucauld, Paris, Ollendorff, 1923.
- Madame de La Fayette en ménage, Paris, Émile Paul, 1926.
- Le Cœur et l’Esprit de Madame de La Fayette, Paris, Émile Paul, 1927
- Le Salon de Madeleine de Scudéry, ou le Royaume de Tendre, Monaco, Imprimerie de Monaco, 1927.
- Bibliographie générale des œuvres de Nicolas Boileau-Despréaux et de Gilles et Jacques, Paris, L. Giraud-Badin, 1929.
- Boileau. Documents inédits, Paris, L. Giraud-Badin, 1929.
- La Comtesse d'Olonne d'après des documents inédits, collection « La galerie des grandes courtisanes », M.-P. Trémois, Paris, 1929.
- Les Plaisirs et les Fêtes. Les fêtes en Europe au XVIIe siècle, Paris, Rombaldi, 1930.
- Le Château de Saint-Cloud, Paris, Calmann-Lévy, 1932.
- Le Château de Marly, Paris, Calmann-Lévy, 1934.
- Au temps du Grand Roi, illustrations de Carlègle (album pour enfants), Paris, Calmann-Lévy, 1935.
- Naissance de l’Académie française, Paris, L’Illustration, 1935.
- Images de Paris sous Louis XIV. Documents inédits, Paris, Calmann-Lévy, 1939.
- La Vie quotidienne au temps de Louis XIII, Paris, Hachette, 1942.

## Distinctions
- Croix de guerre 1914-1918
- Chevalier de la Légion d’honneur (1920), officier (1927), puis commandeur (1949)
- Lauréat de la Société des gens de lettres
- Lauréat de l’Académie française :
  - Prix Bordin 1912 pour Voiture et les origines de l’hôtel de Rambouillet (1597-1635)
  - Prix Saintour 1918 pour Lettres inédites de Mme Louise de Gonzague sur la cour de Louis XIV
  - Prix Paul-Flat 1922 pour La jeunesse de Tallemant des Réaux
  - Prix Broquette-Gonin 1929 et 1950 pour l'ensemble de son œuvre historique